# Leavenworth (Indiana)
Leavenworth è un comune degli Stati Uniti d'America, situato nello Stato dell'Indiana, nella contea di Crawford.